# San Javier (Murcia)
San Javier er en by og kommune i det sydøstlige Spanien i Murcia-regionen. Den har et indbyggertal på 35.872 (2024) indbyggere.